# Tokyo Reporter
Tokyo Reporter és un blog de notícies sobre el Japó creat i gestionat per Brett Bull, un migrant estatunidenc que viu al Japó. S'especialitza en notícies que no apareixen a la premsa majoritària, com notícies sobre crims, suïcidis, escàndols de i l'àmbit de la indústria eròtica. Aquestes notícies són majoritàriament traduccions de notícies de premsa setmanal sensacionalista, intentant confirmar aquestes històries contrastant amb fonts com la premsa més coneguda.
B. Bull arribà el 1999 a Tòquio sense saber l'idioma, treballà a la construcció i anà amb els companys de feina a bars d'amfitriones. Allí les converses amb les treballadores es convertiren en entrevistes que escriuria a un lloc web d'un amic, fins que el 2008 creà el lloc web de Tokyo Reporter.
Aquest lloc web es finança per la publicitat eròtica de Universe Club.
La CNN elegí el blog com un dels millors blogs de llengua anglesa escrits des del Japó del 2010.